# Alpslamfluga
Alpslamfluga (Eristalis alpina) är en tvåvingeart som först beskrevs av Georg Wolfgang Franz Panzer 1798.  Alpslamfluga ingår i släktet slamflugor, och familjen blomflugor.
Artens utbredningsområde är Polen. Enligt den finländska rödlistan är arten nära hotad i Finland. Enligt den svenska rödlistan är arten nationellt utdöd i Sverige. Arten förekommer tillfälligtvis i Övre Norrland. Arten har tidigare förekommit i Götaland men är numera lokalt utdöd. Artens livsmiljö är strandängar vid sötvatten. Inga underarter finns listade i Catalogue of Life.